# Буршье, Уильям, виконт Буршье
Уильям Буршье (англ. William Bourchier; умер до 26 июня 1480) — английский аристократ, старший сын и наследник Генри Буршье, 1-го графа Эссекса, и Изабеллы Кембриджской. По матери был близким родственником Плантагенетов из Йоркской династии (королю Эдуарду IV он приходился двоюродным братом). Носил титул учтивости виконт Буршье. Участвовал в Войнах Алой и Белой розы на стороне Йорков, сражался при Барнете 14 апреля 1471 года. Умер при жизни отца.
Буршье был дважды женат: на Изабель де Вер, дочери Джона де Вера, 12-го графа Оксфорда, и Элизабет Говард, и на Анне Вудвилл, дочери Ричарда Вудвилла, 1-го графа Риверса, и Жакетты Люксембургской. Благодаря второму браку он стал свояком Эдуарда IV. Анна родила виконту сына Генри (2-го графа Эссекса после смерти деда) и дочерей Сесилию, жену Джона Деверё, 9-го барона Феррерса из Чартли, и Изабеллу.